# Afrikai országok légierői
| Lajstromjel és név                        | Eredeti név                                                                           | Rövidítés | Megjegyzés                                  |
| ----------------------------------------- | ------------------------------------------------------------------------------------- | --------- | ------------------------------------------- |
| Algériai Légierő                          | Al Quwwat aljawwija aljaza'eriiya                                                     |           |                                             |
| Angolai Légierő                           | Força Aérea Popular de Angola/Defesa Aérea e Antiaérea                                |           |                                             |
| Benini Légierő                            | Force Aérienne Populaire de Benin                                                     |           |                                             |
| Bissau-Guinea-i Légierő                   | Força Aérea da Guiné-Bissau                                                           |           |                                             |
| Botswanai Légierő                         | Botswana Defence Force Air Wing                                                       |           |                                             |
| Burkina Faso-i Légierő                    | Force Aérienne de Burkina Faso                                                        |           |                                             |
| Burundi Légierő                           | Force Armée du Burundi                                                                |           |                                             |
| Csádi Légierő                             | Force Aérienne Tchadienne                                                             |           |                                             |
| Dél-Afrikai Légierő                       | Suid-Afrikaanse Lugmag                                                                |           |                                             |
| Dzsibuti Légierő                          | Force Aérienne du Djibouti                                                            |           |                                             |
| Egyenlítői-Guinea-i Légierő               | Fuerzas Armadas de Guinea Ecuatorial                                                  |           |                                             |
| Egyiptomi Légierő                         | Al Quwwat Al Jawwiya Il Misriya                                                       |           |                                             |
| Elefántcsontpart Légiereje                | Force Aérienne de la Côte d'Ivoire                                                    |           |                                             |
| Eritreai Légierő                          |                                                                                       |           |                                             |
| Etióp Légierő                             | Ye Ithopya Ayer Hayl                                                                  |           |                                             |
| Gaboni Légierő                            | Armée de l'Air Gabonaise                                                              |           |                                             |
| Ghánai Légierő                            |                                                                                       |           |                                             |
| Guineai Légierő                           | Force Aérienne de Guinée                                                              |           |                                             |
| Kameruni Légierő                          | Armée de l'Air du Cameroun                                                            |           |                                             |
| Kenyai Légierő                            | Jeshi la Anga la Kenya                                                                |           |                                             |
| Kongói Köztársaság Légiereje              | L'Armée de l'Air du Congo                                                             |           |                                             |
| Kongói Demokratikus Köztársaság Légiereje |                                                                                       |           | 1997-ben megszűnt.                          |
| Közép-afrikai Légierő                     | Force Aérienne Centrafricaine                                                         |           |                                             |
| Libériai Légierő                          |                                                                                       |           | 2005-ben feloszlatták                       |
| Líbiai Légierő                            | Al Quwwatal Jawwiya al Jamahiriya al Arabia al Libyya                                 |           |                                             |
| Madagaszkári Légierő                      | Armée de l'Air Malgache                                                               |           |                                             |
| Mali Légierő                              | Force Aérienne de la Republique du Mali                                               |           | Felségjele nagyon hasonlít a kongói kt-éhoz |
| Marokkói Királyi Légierő                  | arabul: القوات الجوية الملكية المغربية Al Quwwat Al Jawwiya Al Malikiya Al Maghrebiya |           |                                             |
| Mauritániai Légierő                       | Force Aérienne de la Republique Islamique de Mauritanie                               |           |                                             |
| Mozambiki Légierő                         | Força Aérea de Moçambique                                                             |           |                                             |
| Namíbiai Légierő                          | Namibian Airforce                                                                     |           |                                             |
| Nigeri Légierő                            | Escadrille Nationale du Niger                                                         |           |                                             |
| Nigériai Légierő                          |                                                                                       |           |                                             |
| Ruandai Légierő                           | Force Aérienne Rwandaise                                                              |           |                                             |
| Sierra Leonei Légierő                     |                                                                                       |           |                                             |
| Szenegáli Légierő                         | Armée de l'Air du Sénégal                                                             |           |                                             |
| Szomáliai Légihadtest                     | Ciidamada Cirka Soomaaliyeed                                                          |           |                                             |
| Szudáni Légierő                           | Al Quwwat al-Jawwiya As-Sudaniya                                                      |           |                                             |
| Szváziföldi Légierő                       |                                                                                       |           |                                             |
| Tanzániai Légierő                         | Jeshi la Anga la Wananchi wa Tanzania                                                 |           |                                             |
| Togoi Légierő                             | Force Aérienne Togolaise                                                              |           |                                             |
| Tunéziai Légierő                          | Al Quwwat al-Jawwiya al-Jamahiriyah at'Tunisia                                        |           |                                             |
| Ugandai repülőezred                       |                                                                                       |           |                                             |
| Zambiai Légierő                           |                                                                                       |           |                                             |
| Zimbabwe Légiereje                        |                                                                                       |           |                                             |
| Zöld-foki Légierő                         | Força Aérea Caboverdiana                                                              |           |                                             |

## Lásd még
- Amerikai országok légierői
- Ausztrália és Óceánia légierői
- Ázsiai országok légierői
- Európai országok légierői
- A Föld országainak légierői